# Jakob Dubs
Jakob Dubs ( 26 de Julho de 1822 - 13 de Janeiro de 1879) Junto com Gustave Moynier e Guillaume-Henri Dufour, ele fundou a Cruz Vermelha Suíça em julho de 1866 e serviu como seu primeiro presidente até 1872.
Ele foi eleito para o Conselho Federal em 30 de julho de 1861 e entregue o cargo em 28 de maio de 1872. Ele era filiado ao Partido Democrático Livre da Suíça.

## Vida e trabalho
Durante seu mandato político, foi responsável pelos seguintes departamentos:
- Departamento de Justiça e Polícia (1861-1863)
- Departamento Político (1864)
- Departamento de Assuntos Internos (1865)
- Departamento de Justiça e Polícia (1866)
- Departamento de Correios (1867)
- Departamento Político (1868)
- Departamento de Correios (1869)
- Departamento Político (1870)
- Departamento de Assuntos Internos (1871-1872)

Ele foi presidente da Confederação três vezes em 1864, 1868 e 1870.